# Diocese de Santo André

Província Eclesiástica de São Paulo.

A Diocese de Santo André (Dioecesis Sancti Andreae in Brasilia) é uma divisão territorial da Igreja Católica no estado de São Paulo. Foi criada a 22 de julho de 1954 pelo Papa Pio XII, mediante a Bula Archidiocesis Sancti Pauli, que desmembrou seu território da Arquidiocese de São Paulo. Possuía inicialmente 16 paróquias sendo, à época, a menor diocese do mundo em extensão territorial. É a terceira mais antiga diocese da Província Eclesiástica de São Paulo, atrás da Diocese de Santos (1924) e da Arquidiocese de São Paulo (criada em 1745 e elevada a arquidiocese em 1908). Sua Sé localiza-se na Igreja Nossa Senhora do Carmo, em Santo André.

## Dados geográficos e demográficos
O território da diocese abrange as sete cidades da região do Grande ABC: Santo André, São Bernardo do Campo, São Caetano do Sul, Diadema, Mauá, Ribeirão Pires e Rio Grande da Serra. Atualmente é formada por 104 paróquias e 2 quase-paróquias, com 162 padres entre seculares e religiosos. Sua população estima-se em 2.753.406 habitantes (dos quais 1.266.566 se declaram católicos, perfazendo 46% do total), conforme soma da população de cada município, com base nas estimativas dos resultados do censo IBGE 2017. Assim, é a mais populosa diocese do país e a quarta maior circunscrição eclesiástica brasileira no âmbito populacional.

## Dioceses confinantes
Limita-se, ao norte, com a Arquidiocese de São Paulo (Região Belém); ao sul, com a Diocese de Santos (Regiões Santos, Cubatão e São Vicente); a leste, com a Diocese de Mogi das Cruzes (Regiões Ferraz de Vasconcelos, Brás Cubas e Suzano); a oeste, com a Arquidiocese de São Paulo (Região Ipiranga) e com a Diocese de Santo Amaro (Setores Cupecê, Pedreira e Parelheiros).

## Divisão territorial
Está dividida em dez Regiões Pastorais: três no município sede (Centro, Utinga e Leste); três em São Bernardo do Campo (Centro, Rudge Ramos e Anchieta); uma, que abrange o município de São Caetano do Sul; uma compreendendo o município de Diadema; uma no âmbito municipal de Mauá e, por fim, uma região que congrega os municípios de Ribeirão Pires e Rio Grande da Serra.
Atualmente a Diocese de Santo André está composta por 104 Paróquias, 2 Quase-Paróquias e quase 300 comunidades. Possui 3 Casas de Formação (Propedêutico - Filosofia - Teologia) e, no que concerne à vida consagrada, sedia 22 institutos femininos e 13 masculinos.

## Eventos
Em 14 e 15 de novembro de 2006 foi realizada a VII Assembleia Diocesana de Pastoral e em 5 de abril de 2007 - Quinta-Feira-Santa de manhã - na Celebração Eucarística dos Santos Óleos e da Renovação das Promessas Sacerdotais foi apresentado pelo bispo diocesano o 7º Plano Diocesano de Pastoral.
Aos 22 de agosto de 2008 celebrou-se o jubileu áureo de dedicação da Catedral Diocesana, oficiada à época por Dom Jaime de Barros Cardeal Câmara.
Em 22 de julho de 2013, abriu-se o jubileu de diamante (60 anos) de criação e instalação desta circunscrição eclesiástica, a encerrar-se em 2014. A efeméride foi comemorada aos 9 de julho, no Ginásio Poliesportivo de São Bernardo do Campo.
Aos 27 de maio de 2015, o Papa Francisco nomeia Pedro Carlos Cipolini como seu quinto bispo diocesano.
No dia 13 de dezembro de 2015, foi aberto o Jubileu Extraordinário da Misericórdia, convocado pelo Papa Francisco.
Aos 13 de novembro de 2016, em missa comemorativa pelo encerramento do Jubileu Extraordinário da Misericórdia celebrada na Catedral.
Em 22 de agosto de 2018, a Diocese comemora o jubileu de diamante de consagração de sua catedral.
Aos 22 de julho de 2019, pastores e fiéis reuniram-se na Catedral Diocesana para a missa comemorativa ao jubileu de safira (65 anos) de criação da Diocese.

## Bispos
| #               | Nome                         | Período    | Notas                            |
| Bispo           | Bispo                        | Bispo      | Bispo                            |
| --------------- | ---------------------------- | ---------- | -------------------------------- |
| 5º              | Pedro Carlos Cipolini        | 2015–atual |                                  |
| 4º              | José Nelson Westrupp, S.C.I. | 2003–2015  | Bispo emérito                    |
| 3º              | Décio Pereira                | 1997–2003  | Faleceu                          |
| 2º              | Cláudio Hummes, O.F.M.       | 1975–1996  | Nomeado Arcebispo de Fortaleza   |
| 1°              | Jorge Marcos de Oliveira     | 1954–1975  | Faleceu                          |
| Bispo coadjutor |                              |            |                                  |
|                 | Cláudio Hummes, O.F.M.       | 1975       |                                  |
| Bispo auxiliar  |                              |            |                                  |
|                 | Airton José dos Santos       | 2001-2004  | Nomeado Bispo de Mogi das Cruzes |